# Microtatorchis clavicalcarata
Microtatorchis clavicalcarata är en orkidéart som beskrevs av Johannes Jacobus Smith. Microtatorchis clavicalcarata ingår i släktet Microtatorchis och familjen orkidéer. Inga underarter finns listade i Catalogue of Life.